# Stazione di Lourdes
Lourdes è la stazione ferroviaria della cittadina omonima, gestita dalla SNCF.

## Posizione
La stazione si trova su una delle principali linee francesi che collega la città di Tolosa con la Spagna, e precisamente nella tratta compresa tra Tarbes e Pau.

## Caratteristiche
Il passaggio della ferrovia a Lourdes è strettamente collegato alle famose apparizioni di Nostra Signora di Lourdes, che interessarono quel luogo alla fine dell'800. Infatti, visto l'enorme flusso di pellegrini che ormai giungevano da ogni parte d'Europa, si sfruttò la popolarità religiosa per far passare la ferrovia per Lourdes, in modo da avere non solo un collegamento rapido ed efficiente con il resto della Francia, ma anche un mezzo rapido per i tanti turisti e pellegrini.
Oggi la stazione ha 5 binari per il servizio passeggeri, oltre a un gran fascio di binari dedicato al ricovero per i treni dei pellegrini. Nella stazione fermano anche i treni TGV ed il flusso passeggeri è senza dubbio su ottimi livelli.
Fino al 1976 dalla stazione partiva la linea Lourdes - Pierrefitte-Nestalas che conduceva a Pierrefitte-Nestalas, attraversando la valle del Gave, costeggiando i Pirenei: dopo la sua chiusura la linea è stata trasformata in pista ciclabile. Dal 1899 al 1930 nel piazzale antistante la stazione di Lourdes era posto uno dei capilinea della rete tranviaria urbana.